# 目黒区立向原小学校
目黒区立向原小学校（めぐろくりつ むかいはらしょうがっこう）は、東京都目黒区目黒本町6丁目にある公立小学校。

## 沿革
- 1929年（昭和4年）12月16日 - 創立。
- 1930年（昭和5年） - 東京府荏原郡向原尋常小学校開校。同年、校章・校旗ができる。
- 1945年（昭和20年）5月 - 戦災により、全校舎が焼ける。
- 1947年（昭和22年） - 仮校舎9教室ができる。同年、学制改革より、東京都目黒区立向原小学校と改修。
- 1955年（昭和30年） - 校歌制定。
- 1960年（昭和35年） - 。体育館ができる。
- 1973年（昭和48年） - 花壇作りグループを「グリーンクラブ」と命名。
- 1979年（昭和54年） - 岩石園ができる。
- 1990年（平成2年） - ランチルームができる。
- 1992年（平成4年） - コンピュータ室ができる。
- 2000年（平成12年） - ビオトープ完成。

## 通学区域と進学先中学校
出典

### 通学区域
- 目黒本町3丁目（2番～7番）
- 目黒本町5丁目（1番～15番、18番～30番）
- 目黒本町6丁目（3番～11番、13番～17番）
- 原町1丁目（全域）

### 進学先中学校
公立学校に進学する場合
- 目黒区立第九中学校

## アクセス
- 東急電鉄目黒線西小山駅から、徒歩約580m・約9分。
- 東急バス渋71系統で、「円融寺前」バス停から、徒歩約380m・約6分。
- なお、学校ホームページ内「アクセス」には、記載無いが、東急バス「渋71」系統で、「洗足学園前」バス停からも、アクセス可能（徒歩約440m・約7分）。

## 学校周辺
- 目黒区立原町保育園 - 進級前保育園のひとつ。
- デイリーヤマザキ目黒本町6丁目店
- 目黒医療生活協同組合西小山診療所
- ほかは、マンション・アパートなど、住宅が広がる。